# Okamoto Industries
Okamoto Industries Inc. — японская компания, производящая изделия из резины и пластика. Известна выпускаемыми презервативами под торговой маркой Okamoto.

## История
Okamoto Industries была основана в 1934 году, в том же году она начала производство презервативов.
В середине 1960-х годов компания оказала техническую помощь по оснащению завода по производству презервативов Hindustan Latex Limited в Индии.
В 1970 году компания производила презервативы из латекса под названием Skinless Skin толщиной 0,03 мм. В этом году на заводе произвели для Японской ассоциации планирования семьи 2,6 млн гросс презервативов, из которых 48 тысяч пошло на экспорт.
В конце 1980-х годов Okamoto Industries занимала около 60% рынка презервативов в Японии.
Весной 1998 года Okamoto Industries совместно с London International Group начали выпуск полиуретановых презервативов Durex Avanti в Японии.
30 сентября 1998 года компания приобрела завод по производству резиновых и пластиковых изделий Thai Fuji Latex Co. в Таиланде. Оценочная стоимость сделки — 1,26 млн долларов США.
В 2008 году во Вьетнаме был основан завод по производству резиновых изделий Vina Okamoto Co., Ltd. с уставным капиталом 2,5 млн долларов США.

## Продукция
Okamoto Industries выпускает латексные и полиуретановые презервативы, медицинские и хозяйственные перчатки, клейкую ленту, резиновые сапоги, полиэтиленовую плёнку и другую продукцию. Компания поставляет свою продукцию в США, Европу и Азию.
В конце 1990-х годов компания выпускала ароматизированную плёнку Aroma Film из лёгкого поливинилхлорида. Плёнка выпускалась с 12 типами запахов: лавандой, клубникой, лимоном и др. Кроме того, плёнка изготавливалась в 16 цветовых вариациях. Данная плёнка использовалась для производства пакетов, канцелярских товаров и т.д. Аромат от плёнки сохранялся в течение года. Aroma Film выпускалась четырёх размеров: 0,3; 0,5; 0,8 и 1 мм.